# الخصائص والمفاخر لمعرفة الأوائل والأواخر
الخصائص والمفاخر لمعرفة الأوائل والأواخر هو كتاب من تأليف يوسف محمد مسعود السرمري، المولود سنة 696هـ، في مدينة سر من رأى، وهي من مدن العراق، وهو محدث ولغوي وفقيه وذو فنون عدة، أخذ إجازاته العلمية وسماعه من علماء بغداد، ومنهم الصفي عبد المؤمن بن عبد الحق، وأبي الثناء محمود بن علي الدقوقي، وغيرهما، ثم رحل لبلاد الشام، وسمع من ابن عبد الدائم في دمشق، وتفقه على سراج الدين الحسين بن يوسف التبريزي، وآخرين.
وبرع في اللغة العربية، والفرائض، ونظم وحدث وأفاد وكان ينهج منهج الإمام ابن تيمية، وله مؤلفات كثيرة تجاوزت المائة كتاب ورسالة.
وتناول في مؤلفه هذا تراجم الرجال من المتأخرى ن والسلف الصالح في علم الحديث النبوي.